# Missale von Fürst Novak

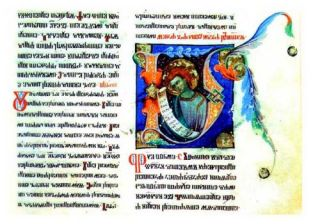

Das Missale von Fürst Novak (kroatisch Misal kneža Novaka) ist eine illuminierte Handschrift in kirchenslawischer Sprache und glagolitischer Schrift von 1368.
Sie enthält den Text eines katholischen Messbuchs. Im Kolophon sind die ältesten bekannten Verse im čakavischen Dialekt der kroatischen Sprache erhalten.
Die Handschrift wurde im Auftrag von Fürst Novak Disislavić von Krbava für sein Seelenheil angefertigt.
Sie befindet sich heute in der Österreichischen Nationalbibliothek Wien.